# Шмитт, Чаволо
Чаволо́ Шмитт (фр. Tchavolo Schmitt, родился в 1954 г. в Париже) — известный гитарист среди исполнителей джаз-мануш. Впервые вышел на сцену в 1970-х, имев успешные выступления. После этого он переехал в Страсбург и на некоторое время выпал из профессионального круга деятельности. Возвращение в музыку ознаменовал выпуском своего альбома в 2000 году. Снимался в фильме «Добрый путь», а также исполнил одну из главных ролей Миральдо в картине 2002 года «Свинг» режиссёра Тони Гатлифа.

## Биография
Чаволо Шмитт начал играть на гитаре в возрасте 6 лет благодаря своей матери. Его отец играл на виолончели. Освоив искусство и стиль игры, Шмитт начал виртуазно исполнять композиции, завоевав успех в пределах Эльзаса, региона своих предков.
В 1979 году, уже став профессиональым музыкантом, он вернулся из Парижа к своим эльзасским корням и вступил в группу «Hot Club da Sinti», в которую также вошли музыкант Wedeli Köhler, гитарист Schmeling Lehmann и басист Jani Lehmann. В 1981 году была выпущена одна LP, ставшая теперь коллекционным изданием. Хотя он приостановил свою музыкальную карьеру в 1980-х, в 1993 году он присоединился к группе «Gypsy Reunion» (с Дорадо Шмитт, Patrick Saussois и Gino Reinhardt). При поддержке и активном участии Romane, в 2000 году Шмитт выпустил собственный альбом «Alors?... Voilà !». За ним в 2001 году последовал «Miri Familia», выпущенный лейблом Djaz Records. В 2002 году Шмитт выпустил оригинальный саундтрек к фильму «Свинг» режиссёра Тони Гатлиф? где сам же исполнил ведущую роль преподавателя игры на гитаре. В 2004 году со Шмиттом объединяется Анжело Деба, чтобы для Джанго Рейнхардта совместно выпустить запись, названную ими «Mémoires». В 2005 году выходит в свет соло-альбом, озаглавленный «Loutcha».
Его кузен Дорадо Шмитт также является музыкантом того же жанра.

## Дискография
- 1981: «Hot Club da Sinti», «Wonderful» (Linkshändle Records, 0181 LR)
- 1993: «Gypsy Réunion», «Swing 93» (Djaz Records, DJ 515-2)
- 2000: «Alors ?... Voilà !» (Iris Music, 3001 831)
- 2001: «Miri Familia» (Djaz Records, DJ 721-2)
- 2002: «Swing» with Mandino Reinhardt, soundtrack of Tony Gatlif's movie  (Warner Music France WEA, 092744936-2)
- 2004: «Mémoires», with Angelo Debarre (Le Chant du Monde (Harmonia Mundi) 274 1230)
- 2005: «Loutcha» (Le Chant du Monde (Harmonia Mundi) 274 1330)
- 2007: «Seven gypsy nights»

## Фильмография
- 1992: «Добрый путь», режиссёр Тони Гатлиф
- 2001: «Свинг», режиссёр Тони Гатлиф (DVD и VHS, Montparnasse)